# Packard Motor Car Company
Packard Motor Car Company foi uma fabricante de automóveis dos Estados Unidos.

## História

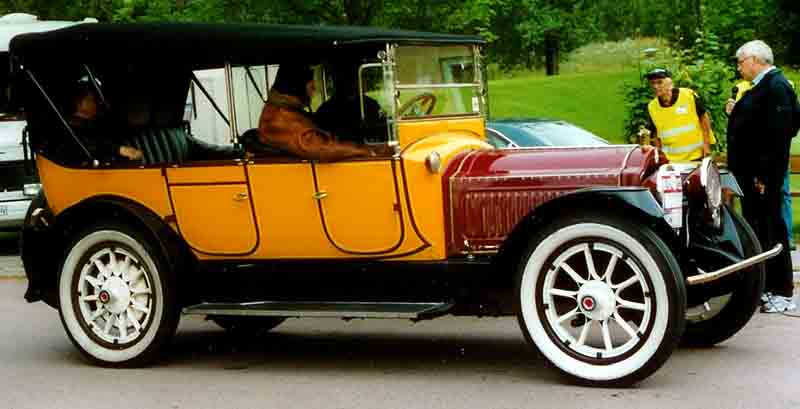
Packard Twin Six de 1916.

### 1899–1905
A Packard foi fundada por James Ward Packard, William Doud Packard e George L. Weiss, na cidade de Warren, Ohio. James acreditava que eles poderiam fabricar carros melhores que os da Winton Weiss, e sendo ele um engenheiro mecânico, tinha em mente várias ideias para a melhoria do design dos carros da época.
Packard não estava muito satisfeito com seu Winton, carro que havia comprado há pouco. Ele chegou a escrever para Alexander Winton uma carta com muitas reclamações e sugestões, no entanto, sentindo-se ofendido pela critica de Packard, o Sr. Winton escreveu a Packard desafiando o mesmo a construir um carro melhor. E foi o que Packard fez, construiu um carro de luxo, e assim, fez com que sua marca superasse a de Winton durante muitas décadas. A Packard fabricaria o seu primeiro carro em Warren, Ohio, no dia 6 de novembro de 1899.
Em setembro de 1900, a Ohio Automobile Company seria registrada como a fabricante, e enquanto isso, os carros seriam vendidos como Packard. Tendo em vista que esses automóveis ganharam uma notoriedade muito grande e em pouco tempo, e não havia mais a fabricante de automóveis intitulada Ohio, seu nome foi mudado, passando em 1902 a ser chamada Packard Motor Car Company.
Desde o início, os automóveis Packard introduziriam uma série de inovações em seus projetos, incluindo o volante moderno, e um ano depois, a primeira produção de um motor 12 cilindros, já que até 1903, todos os Packard tinham um motor monocilíndrico.

### Década de 1930
No início, durante e depois da década de trinta, os Packard fabricados foram considerados muito caros para o padrão americano, já que nessa época, os Estados Unidos vivam na grande depressão econômica causada pela queda da bolsa em 1929. Todos se referiam a Packard como sendo um dos três "P's" da realeza automobilística americana, junto com a Pierce Arrow, de Buffalo, Nova Iorque e a Peerless, de Cleveland, Ohio. Durante quase toda a sua história, a Packard foi comandada pelo seu presidente e gerente geral Alvan Macauley,  que também foi presidente da National Automobile Manufactures Association. Indicado para o hall da fama do automobilismo, Macauley foi o criador do slogan da Packard, que era: "Pergunte ao homem que possui um".

### O final da Packard

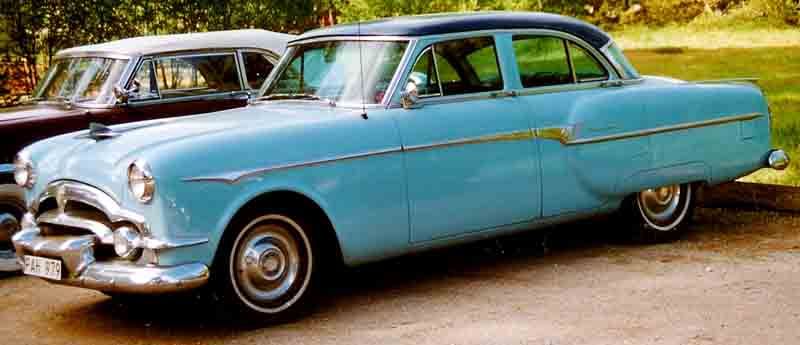
Packard Clipper de 1953.

A falência da Packard se deu em 1958, com a forte concorrência da Ford, e de novos luxuosos da Chevrolet. A Packard, que estava em conjunto com a Studebaker, não resitiu muito mais tempo, em 1957 e em 1958, chegou a lançar um carro com o selo Packard, mas as vendas foram desanimadoras. O prédio onde funcionava a fábrica da Packard, em Detroit ainda existe, porém foi abandonado e está em condições ruins e é, segundo muitos especialistas, o símbolo máximo de uma época de ouro da fabricação de automóveis nos Estados Unidos.

## Modelos Packard
- Modelos Packard de cilindro único
  - Packard Modelo A – (1899-1900)
  - Packard Modelo B – (1900)
  - Packard Modelo C – (1901)
  - Packard Modelo E – (1901)
  - Packard Modelo F – (1901-1903)
  - Packard Modelo M – (1904)

- Modelos Packard de dois cilindros
  - Packard Modelo G – (1902)

- Modelos Packard de quatro cilindros
  - Packard Modelo K – (1903)
  - Packard Gray Wolf – (1903)
  - Packard Modelo L – (1904)
  - Packard Modelo N – (1905)
  - Packard Modelo 24 (Séries S) – (1906)
  - Packard Modelo 18 (Séries NA-NC) – (1905-1907)
  - Packard Modelo 30 (Séries U) – (1907-1912)

- Modelos de seis cilindros
  - Packard Dominant Six – (1912-1915
  - Packard Single Six – (1921-1924)
  - Packard Six – (1925-1929)
  - Packard One-Ten
  - Packard 115 – (1937)
  - Packard Six – (1937-1949)

- Packard Eight
  - Packard Single Eight & Eight (1924-)
  - Packard Custom Eight
  - Packard Light Eight
  - Packard One-Twenty – (1935-1942)
  - Packard 160
  - Packard 180
  - Packard Super Eight

- Packard V-12
  - Packard Twin Six – (1916-1923)
  - Packard 905 – (1916-1923)
  - Packard Twin Six – (1932)
  - Packard Twelve – (1932-1939)

- Packards pós-Segunda Guerra Mundial (incluindo o Clipper)
  - Packard 400, ver Packard Four Hundred
  - Packard Caribbean
  - Packard Cavalier
  - Packard Clipper
  - Packard Clipper Constellation
  - Packard 200
  - Packard 250, veja Packard 200
  - Packard 300
  - Packard Executive
  - Packard Four Hundred
  - Packard Hawk
  - Packard Mayfair
  - Packard Pacific
  - Packard Patrician (incluindo o Patrician 400)
  - Packard Station Sedan – (1949-1950)
  - Packard Super Panama

### Conceituais
- - Packard Phantom – (1944; também chamado de Brown Bomber e Macauley's Folly)
  - Packard Pan-American – (1951; também chamado de Macauley Speedster em referência ao executivo de designer Edward Macauley)
  - Packard Pan-American – (1952) e Panther-Daytona
  - Packard Balboa – (1953)
  - Packard Panther – (1954-1955)[2]
  - Packard Request – (1955)
  - Packard Predictor – (1956)
  - Packard Black Bess – (1957; não é nome oficial. é um derivativo da proposta de design)